# Wacław Iwaszkiewicz (pilot)

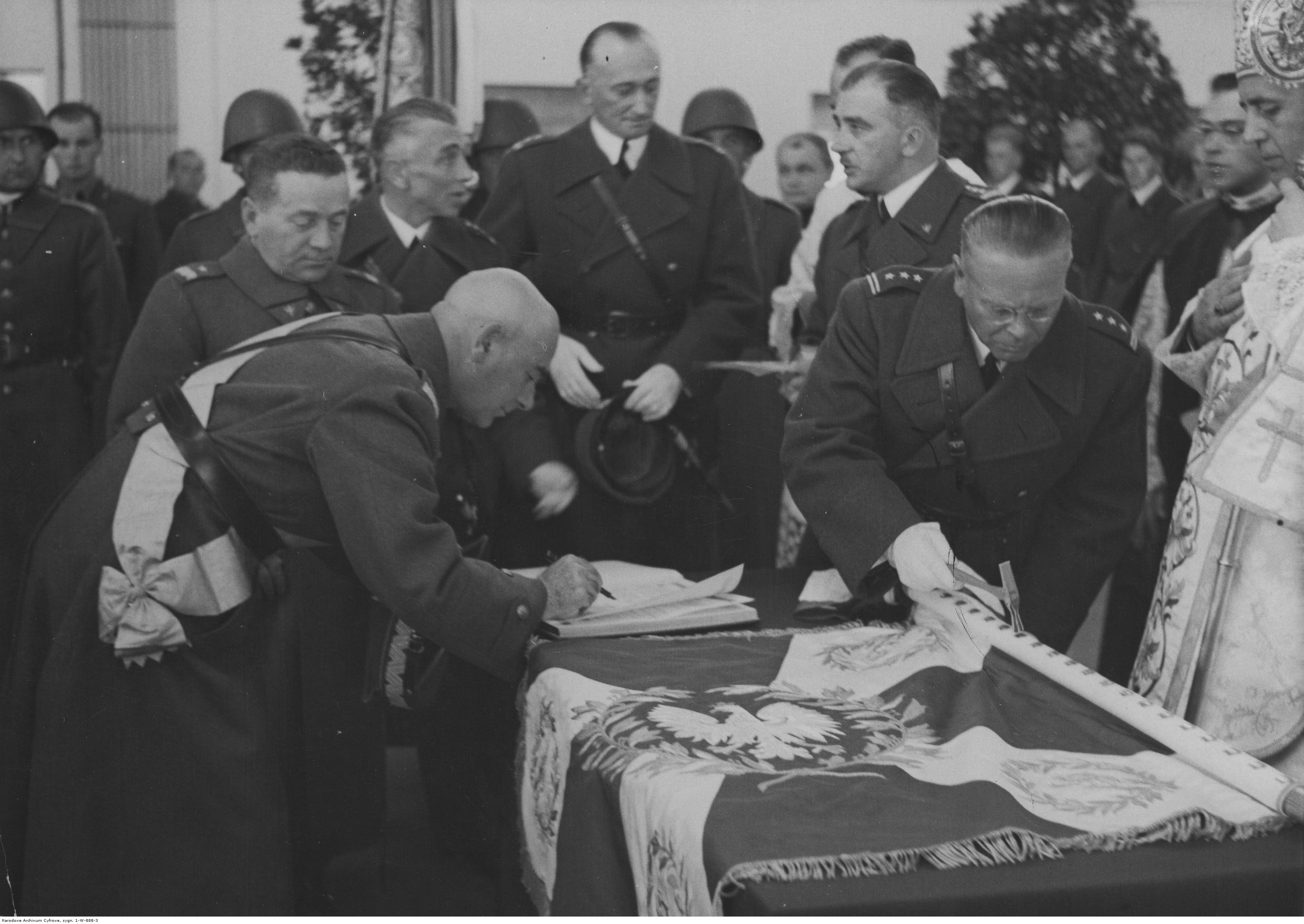
X-lecie Szkoły Podchorążych Lotnictwa w Dęblinie. Marszałek Edward Rydz-Śmigły wpisuje się do księgi pamiątkowej po wbiciu gwoździa w drzewce chorągwi; obok gwóźdź wbija komendant Szkoły płk pil. Wacław Iwaszkiewicz

Wacław Iwaszkiewicz (ur. 14 marca 1893 w Kownie, zm. 13 lutego 1963 w Londynie) – pułkownik pilot Wojska Polskiego, kawaler Orderu Virtuti Militari.

## Życiorys
Urodził się w rodzinie Wacława i Stefanii. Przed I wojną światową ukończył Morski Korpus Kadetów w Petersburgu i rozpoczął służbę w rosyjskiej flocie. W 1917 roku odbył przeszkolenie w Szkole Pilotów Morskich w Petersburgu. W lutym 1919 roku przyjęty został do Wojska Polskiego. Latem 1919 roku dowodził m.in. 4 Eskadrą Wywiadowczą w wojnie polsko-bolszewickiej. Latał następnie w 11, 13 i 14 eskadrze wywiadowczej.
Z dniem 15 września 1924 roku został wyznaczony na stanowisko pełniącego obowiązki wojskowego komisarza lotniczego w Oddziale IV Sztabu Generalnego z równoczesnym pełnieniem obowiązków oficera łącznikowego przy Ministerstwie Kolei Żelaznych, pozostając oficerem nadetatowym 2 pułku lotniczego w Krakowie-Rakowicach. W lipcu 1928 roku został przeniesiony z 11 do 6 pułku lotniczego we Lwowie na stanowisko dowódcy dywizjonu. W listopadzie tego roku został przesunięty na stanowisko zastępcy dowódcy pułku. W styczniu 1930 roku został przeniesiony do 5 pułku lotniczego w Lidzie na stanowisko dowódcy pułku. W listopadzie 1936 roku został komendantem Centrum Wyszkolenia Oficerów Lotnictwa w Dęblinie, które w następnym roku zostało przemianowane na Centrum Wyszkolenia Lotnictwa Nr 1. W listopadzie 1938 roku został wyznaczony na stanowisko komendanta Grupy Szkół Lotniczych w Warszawie. W czerwcu 1939 roku objął dowództwo 3 Grupy Lotniczej w Warszawie.
W czasie kampanii wrześniowej 1939 roku dowodził lotnictwem i obroną przeciwlotniczą Armii „Łódź”. 20 maja 1940 roku, we Francji mianowany został komendantem Centrum Wyszkolenia Lotnictwa w Lyon-Bron (po Stefanie Pawlikowskim). 17 lipca tego roku, przez Oran, Casablankę i Gibraltar, ewakuował się do Glasgow. W Wielkiej Brytanii powierzono mu funkcję I zastępcy Inspektora Sił Powietrznych. Po zakończeniu wojny pozostał na emigracji. Zmarł w Londynie 1963 roku.

## Awanse
- major – 31 marca 1924 r. ze starszeństwem z dniem 1 lipca 1923 r. i 2. lokatą w korpusie oficerów aeronautycznych (w 1928 r. – 1. lokata)
- podpułkownik – 18 lutego 1930 r. ze starszeństwem z dniem 1 stycznia 1930 r. i 3. lokatą w korpusie oficerów aeronautycznych
- pułkownik – 1 stycznia 1936 i 1. lokatą w korpusie oficerów aeronautycznych (od 1937 – korpus oficerów lotnictwa, grupa liniowa)[8]

## Ordery i odznaczenia
- Krzyż Srebrny Orderu Wojskowego Virtuti Militari nr 8103 – 27 lipca 1922[9][10]
- Krzyż Kawalerski Orderu Odrodzenia Polski – 9 listopada 1931[11][12]
- Krzyż Walecznych[13][14]
- Złoty Krzyż Zasługi – 24 maja 1929[15]
- Krzyż Zasługi Wojsk Litwy Środkowej[16]
- Medal Pamiątkowy za Wojnę 1918–1921[17]
- Medal Dziesięciolecia Odzyskanej Niepodległości[17][14]
- Złota Odznaka Honorowa Ligi Obrony Powietrznej i Przeciwgazowej I stopnia[18]
- Polowa Odznaka Pilota nr 9 – 11 listopada 1928[19]